# 3378 Susanvictoria
3378 Susanvictoria è un asteroide della fascia principale. Scoperto nel 1922, presenta un'orbita caratterizzata da un semiasse maggiore pari a 2,3160702 UA e da un'eccentricità di 0,0927770, inclinata di 8,07809° rispetto all'eclittica.